# Eltitkolt évek
Tizenegy leszbikus nő vallomása az Eltitkolt évekről: nőkről, szerelemről, családról, boldogságról, fájdalomról. Az identitás- és közösségkereső Kádár-korszakról, a szubkultúrát megtűrő alternatív 80-as évekről, a rendszerváltást követő mozgalomról és személyes küzdelmekről. A 2008-2009 között forgatott dokumentumfilm alapján készült, azonos című és kibővített herstory interjúkötet 2011-ben jelent meg.

## Szinopszis
11 magyar nő (45 és 70 év között) beszél arról, milyenek voltak eltitkolt éveik: hogyan fedezték fel identitásukat, hogyan próbálták magukat megnevezni. Aztán minderről hallgatni a családjuk, tágabb környezetük előtt. Társratalálásról, közösségük megtalálásáról, barátságokról. Történetek a rendszerváltáson innen és úl: az 56-os forradalomtól kezdve a megalkuvó 60-as 70-es éveken keresztül, a 80-as évek alternatív kultúráján át a rendszerváltás által lehetővé tett meleg és leszbikus mozgalom megszerveződéséig. Személyes történetek feltárulkozása a szélsőjobboldali eszmék árnyékában.
Sokan azt gondolják, hogy leszbikusok, melegek a rendszerváltás előtt nem léteztek, s az, hogy megjelentek, sőt láthatóvá váltak, valamiféle nyugatról jött divathullám része. A mai magyar társadalom nagy része még mindig nem fogadja el a többségi társadalomtól valamilyen szempontból eltérő csoportokat, szubkultúrákat, egyéneket. Ennek egyik oka az is, hogy nincs valódi ismeretük ezekről a kisebbségi kultúrákról, közösségekről, emberekről. A film egyik vállalása éppen ez: hiteles történeteket bemutatni, leszbikusokat megszólaltatni megélt élményeikről, érzéseikről akkor és most. Valódi ismeretet nyújtani másfél órán keresztül.